# 知足
《知足》是台灣樂團五月天於2005年8月26日發行的歌曲。

## 製作
《知足》由阿信作詞和作曲。

## 外部連結
- 五月天 Mayday【知足 Contentment】Official Music Video （页面存档备份，存于）
- 知足 歌詞 （页面存档备份，存于）| 小作品圖示 | 这是一篇关于歌曲的小作品。您可以编辑或修订扩充其内容。 |